# Daihatsu Charmant

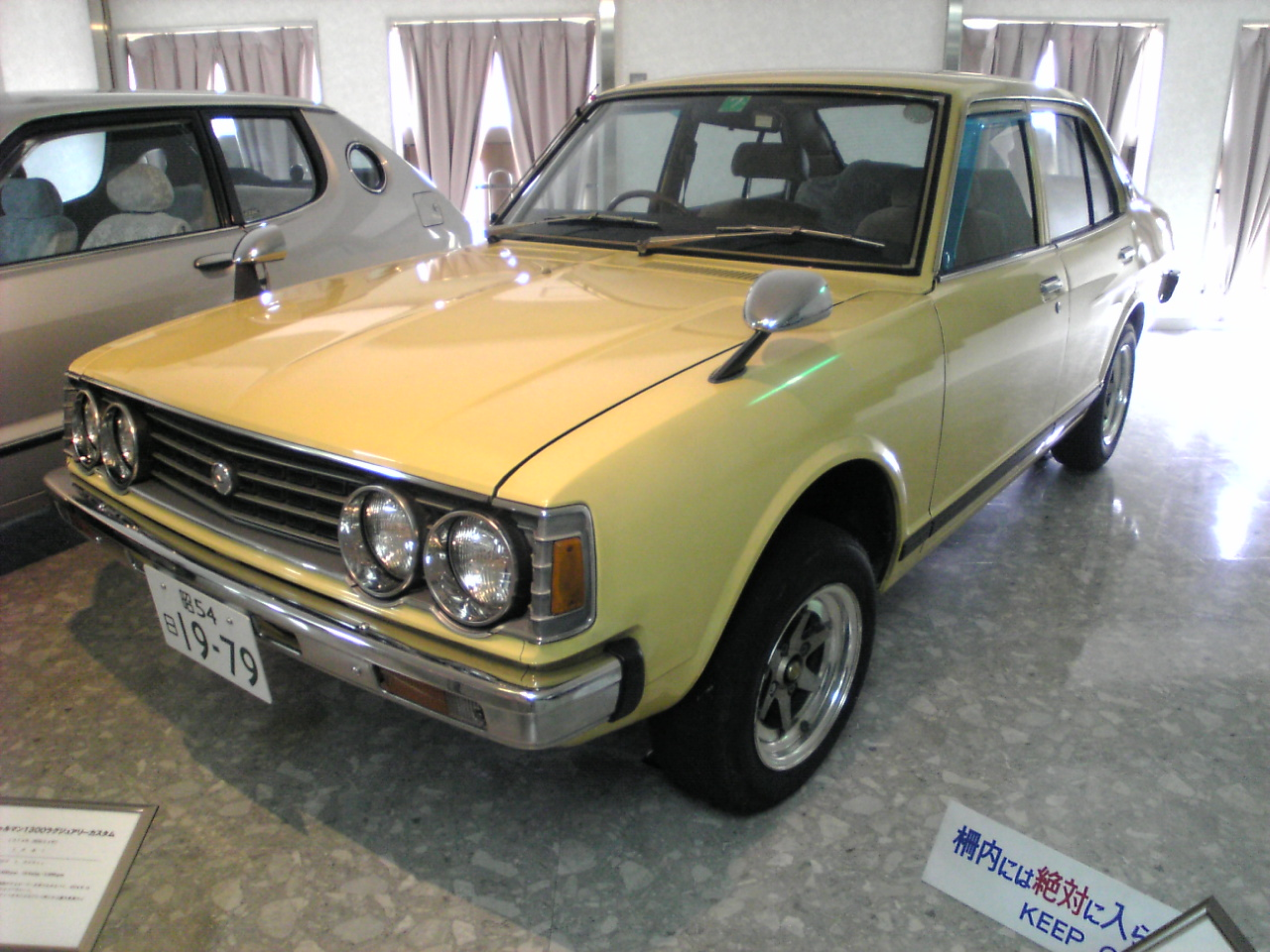
Daihatsu Charmant 1300 (1979)

De Daihatsu Charmant was een personenautomodel van de Japanse fabrikant Daihatsu. Hij werd in het voorjaar van 1974 geïntroduceerd.

## Eerste generatie (1974-1981)

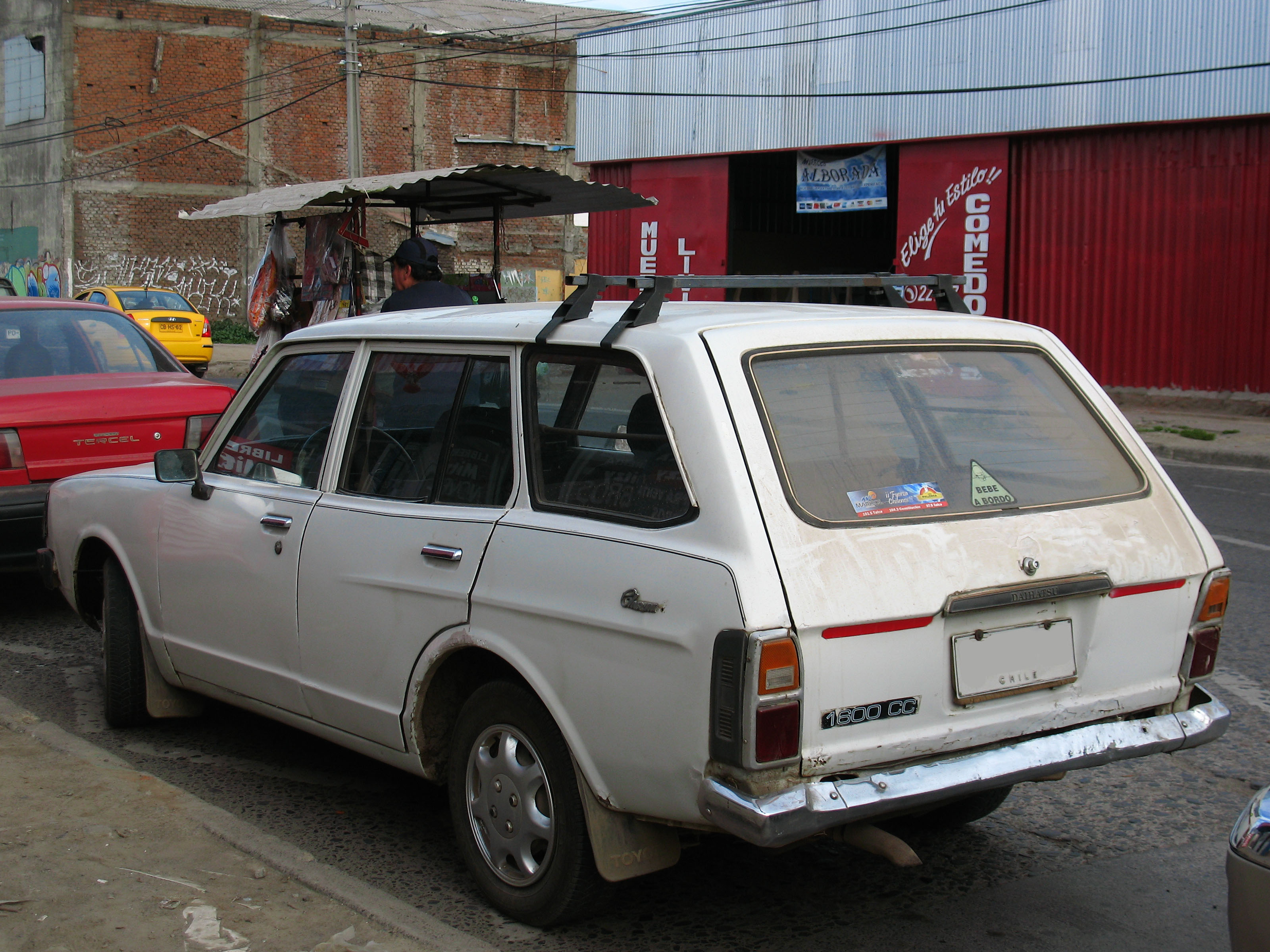
Daihatsu Charmant 1600 Stationwagon (1981)

De eerste generatie van de Charmant was een licentieproductie van de Toyota Corolla E20. Leverbaar waren motoren van 1200 tot 1600 cm³. 
Hij was er als vierdeurs sedan en stationwagen en werd vanaf 1978 ook in Nederland geïmporteerd. Leverbaar waren de 1400 Sedan en de 1400 Stationwagon. De laatste had een achterklep en de achterbank was neerklapbaar. Ook in de uitvoering waren enkele verschillen, de stationwagen had geen uurwerk en geen hoofdsteunen achter, de bekleding van de zitplaatsen was van vinyl. De stationwagen had geen verchroomde naafdoppen maar wel wieldoppen, geen rubberen strip langs de carrosserie maar wel een rechter buitenspiegel. Beide modellen hadden standaard een autoradio plus antenne en luidsprekers.

## Tweede generatie (1981-1987)

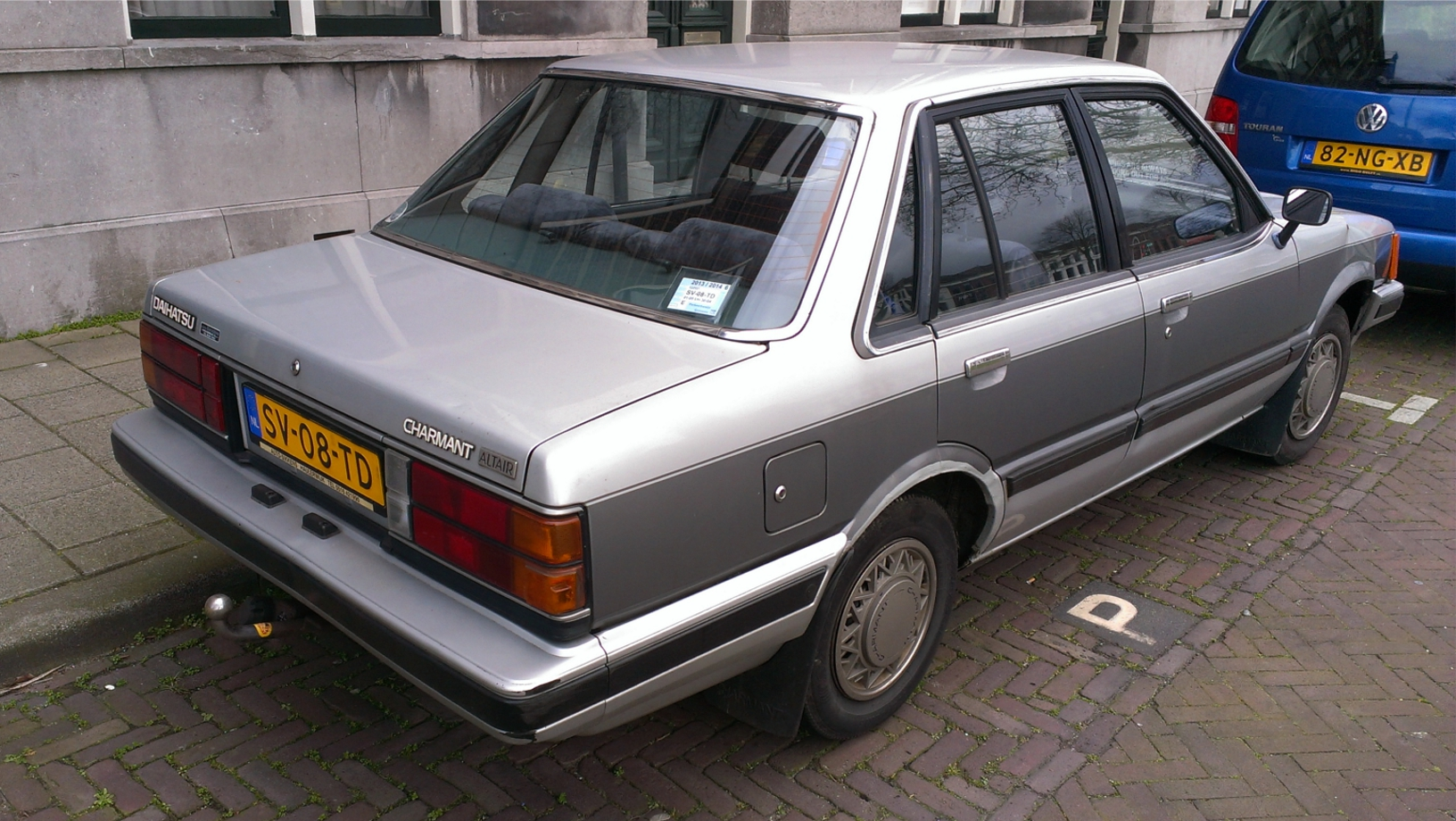
Daihatsu Charmant 1300 LC Altair (1988)

In oktober 1981 werd een opvolger geïntroduceerd met een eigen vormgeving op het platform van de Toyota Corolla E70. Een stationwagenvariant was niet langer beschikbaar. Gemonteerd waren een 1,3 liter of 1,6 liter benzinemotor met handgeschakelde vier- of vijfversnellingsbak. Vanaf medio 1983 was een viertraps automatische transmissie beschikbaar voor de 1.6-versie.
Afgezien van de bij tijd en wijle aangeboden actiemodellen bestond de Charmantserie in Nederland uit de uitvoeringsvarianten LD, LC en LE. De LD was vrij eenvoudig, de LC bood wat meer en de LE was behoorlijk compleet en bood onder meer een gescheiden neerklapbare achterbank, verlicht dashboardkastje, rode uitstaplampen in de voorportieren, een van binnenuit te ontgrendelen tankklepje en een voorruit met een groene aflopende tint. De Charmant werd beoordeeld als een goede maar wat onpersoonlijke auto met behoorlijke rijeigenschappen en een gunstige prijs-kwaliteitverhouding.
Medio 1987 werd de productie stopgezet. Medio 1989 werd de vijfdeurs opvolger Daihatsu Applause gepresenteerd.
In productie:
Copen ·
Cuore ·
Hijet ·
Materia ·
Sirion ·
Terios ·
Trevis
Concepts:
Mud Master C
Niet meer in productie:
Applause ·
Charade ·
Charmant ·
Consorte ·
Compagno ·
Fellow ·
Feroza ·
Gran Move ·
Max Cuore ·
Move ·
Rocky ·
Taft ·
Valéra ·
YRV